# Sindarin
(J. R. R. Tolkien. Il Signore degli Anelli, Appendice F)
Il sindarin (detto anche grigioelfico) è una lingua artificiale di Arda, l'universo immaginario fantasy creato dallo scrittore inglese J. R. R. Tolkien. Fu il linguaggio elfico più comunemente parlato nella Terra di Mezzo durante la Terza Era.

## Storia
Era la lingua dei Sindar, che, nonostante i tentativi del loro re Thingol, non vollero partire per il Grande Viaggio oltre il Belegaer. È derivata da un'antica lingua chiamata telerin comune. Quando i Noldor ritornarono nella Terra di Mezzo, adottarono il linguaggio sindarin, anche se consideravano la loro lingua madre, il quenya, più bella. Il sindarin condivide con quest'ultima una radice comune, l'eldarin, e le due lingue hanno molti termini simili. Il sindarin è generalmente più mutevole dell'altra lingua, e ne esistono numerosi dialetti, parlati dalle varie etnie della Terra di Mezzo. Nel Doriath il sindarin era considerata la più alta e nobile forma di linguaggio.

Albero genealogico dei popoli elfici

Prima della Caduta, molti Uomini di Númenor parlavano questo linguaggio, quando ancora l'essere amico degli Elfi non era un problema. Il suo utilizzo venne esportato dai númenóreani in esilio nella Terra di Mezzo, specialmente in Gondor. Il sindarin è la lingua a cui ci si riferisce ne Il Signore degli Anelli parlando di "lingua elfica".
Tolkien originariamente pensò che il linguaggio che poi si sarebbe chiamato sindarin avrebbe dovuto essere parlato dai Noldor. Ma più tardi cambiò idea, e decise di farne la lingua dei Sindar. Per questa ragione in qualche vecchio materiale, come le Etimologie, questa lingua è chiamata noldorin. Quando il "noldorin" diventò il "sindarin", la lingua riprese molto da quello che in un primo momento Tolkien immaginò essere il linguaggio "indigeno" del Beleriand, quello parlato dai Teleri non partiti per Aman: l'Ilkorin.
Tolkien basò il suono e parte della grammatica del Sindarin sulla lingua gaelica, riprendendo molte mutazioni tipiche del linguaggio celtico (specialmente il brittonico). Inoltre il linguaggio risente molto degli influssi delle lingue germaniche, essendo Tolkien uno studioso di antico inglese, norreno e gotico.
Prima che i Noldor tornassero nella Terra di Mezzo, il sindarin era scritto con le Cirth, ma dopo questo evento si cominciarono ad usare normalmente le Tengwar.

## Estratto
- L'Ave Maria:

Suilanno Maria, pant o meleth

i Chîr na le, edh maebennen min bessath
a maebennen i ion e-daew dhîn: Iesus.
Aer Maria, naneth Eru
eglerio ammen úgerthonath
si a ned lû en-gurth vín.

Thenid

## Grammatica
L'articolo determinativo singolare sindarin è i, che diviene ir davanti a parole che iniziano per i. La forma plurale è in.
Il sindarin non ha articoli indefiniti come l'italiano "un, una"; l'assenza di articolo indica usualmente che il sostantivo è indefinito.
Le desinenze aggettivali sono -eb, -en ed -ui. Gli aggettivi si accordano con i loro sostantivi nel numero, seguendo il modello dei sostantivi plurali.
I verbi sindarin prendono spesso desinenze per numero e persona. Si aggiunge ad esempio la desinenza -r ai verbi con un soggetto plurale, così come avviene in quenya.

### Verbi derivati
L'infinito si forma con la desinenza -o al posto della -a.
La terza persona singolare del tempo presente è identico alla radice in -a.
La terza persona del tempo passato si forma nella maggior parte dei casi col suffisso -nt.
La terza persona del tempo futuro si forma aggiungendo il suffisso -tha.
L'imperativo si forma con la desinenza -o al posto della -a.

### Verbi elementari
L'infinito si forma con la desinenza -i.
Il presente utilizza la medesima radice verbale, ma nel caso sia monosillabica, la vocale diviene lunga.
Il passato dei verbi elementari in -r si forma con la desinenza nasale -n
Il futuro si forma aggiungendo la desinenza -tha, unita tramite una vocale connettiva se necessario.
L'imperativo dei verbi elementari si forma con la desinenza -o
Il participio attivo prende la desinenza -el. -iel se la radice vocalica è i.
Il participio attivo perfettivo prende invece la desinenza -iel combinata con l'allungamento della radice vocalica. La vocale i diviene semplicemente una i lunga.

### Coniugazione dei verbi
adlanna- = coniugare, declinare, essere in pendenza
- Presente:

adlannon
adlannag
adlanna
adlannam
adlannach
adlannar
- Passato:

adlannen
adlanneg
adlannant
adlannem
adlannech
adlanner
- Futuro:

adlannathon
adlannatag
adlannatha
adlannatham
adlannathach
adlannathar